# Laure-Pauline Fotso
Pour les articles homonymes, voir Fotso.
Laure-Pauline Fotso est une des premières mathématiciennes du Cameroun, universitaire et femme politique. Elle est vice-rectrice de l'université de Dschang et députée du Rassemblement démocratique du peuple camerounais.

## Biographie
Laure-Pauline Fotso est fréquemment malade durant son enfance, si bien qu'on ne l'envoie pas à l'école. Grâce à sa détermination, elle finit pas être admise à l'école de Bafoussam et réussit le Certificat d'études primaires (CEPE). Elle continue son éducation sans le soutien de sa famille.
Laure-Pauline Fotso est, avec Elise Mandengue, la première femme à s'inscrire en mathématique-physique à l'université de Yaoundé. Toutes les deux sont sélectionnées pour une bourse d'études aux États-Unis. Elle obtient un doctorat en 1981, à l'Institut polytechnique Rensselaer avec une thèse intitulée Multiple Objective Programming,.
Elle devient  l'une des premières mathématiciennes du Cameroun. Elle est aussi une des cinq femmes titulaires d'un doctorat au Cameroun avec Victoire Tankou (1988), Anne-Marie Tiaya Tsague (1990), Marie Gisèle Kamanou-Goune (1999) et Miranda Ijang Teboh-Ewungkem (2003).
En 1981, elle enseigne l'informatique à l'université de Yaoundé I. Elle devient vice-doyenne de la faculté des sciences[Quand ?]. Depuis janvier 2009, elle est vice-rectrice à l'université de Dschang. Première doyenne d'une faculté universitaire au Cameroun, elle initie le centre de calcul de l’université de Yaoundé et est l'auteure de livres et d'articles scientifiques,.
En 2016, elle est parmi les premières lauréates de l'initiative Women Success Story, qui distingue des femmes dans le domaine des technologies de l'information et de la communication.

### Politique
Membre du Rassemblement démocratique du peuple camerounais (RDPC), elle est élue députée à l'Assemblée nationale du Cameroun en 2013, dans la circonscription du Koung-Khi et réélue en 2020,,. 

## Publications (sélection)
- Donatien Chedom Fotso, Florin Avram, Laure Pauline Fotso, Processus de Markov à temps continu et applications, Éditions universitaires européennes, 2012, 200 p. (ISBN 978-3841789488)
- (en) Mathurin Soh, Jean Romain Kouesso, Laure Pauline Fotso, « Localisation of Information and Communication Technologies in Cameroonian Languages and Cultures:Experience and Issues », International Journal of Advanced Computer Science and Applications(IJACSA), vol. 6, no 12,‎ 2015 (lire en ligne)
- (en) Souleymane Koussoube,  Armel Ayimdji,  Laure Pauline Fotso, « An Ontology-Based Approach for Multi-Agent Systems Engineering », International Journal of Modern Education and Computer Science (IJMECS),, vol. 5,‎ 2013, p. 42-55 (lire en ligne)
- (en) Lauraine Tiogning Kueti, Norbert Tsopze, Cezar Mbiethieu, Engelbert Mephu-Nguifo, Laure Pauline Fotso, « Using Boolean factors for the construction of an artificial neural networks », International Journal of General Systems,‎ 2018, p. 1-20